# Нафтогазова промисловість Сполучених Штатів Америки
Нафтогазова промисловість США — галузь економіки США, яка разом з іншими галузями забезпечує пошук, розвідку та розробку родовищ нафти і газу, транспортування, переробку, зберігання і реалізацію нафти, газу та продуктів їх переробки.

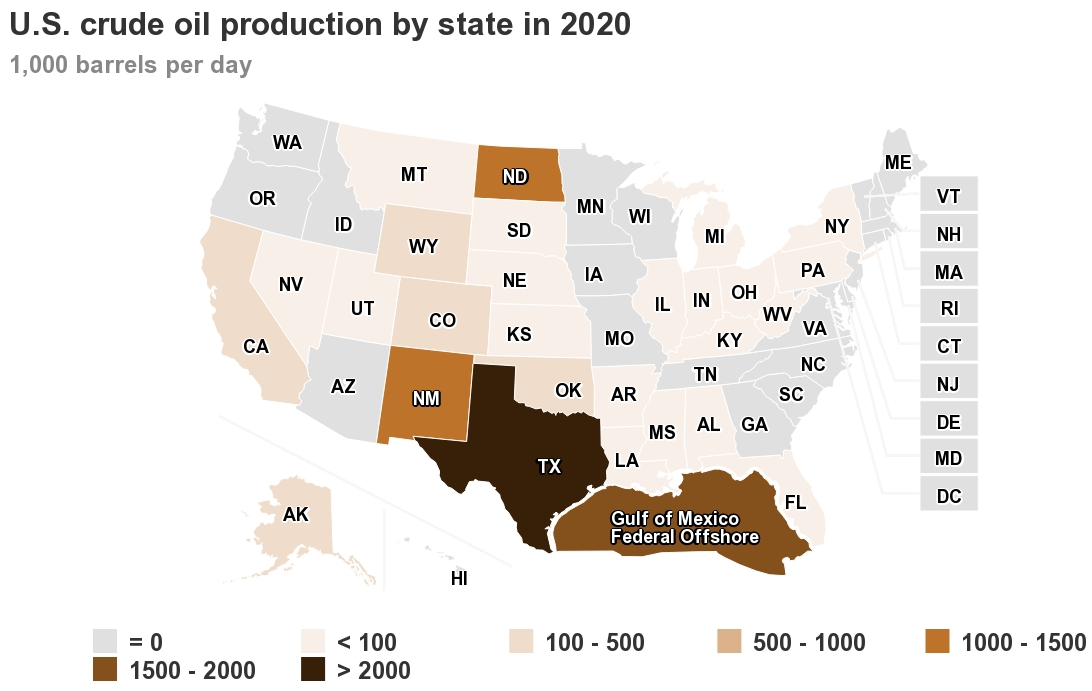
Найбільші 5 штатів США — продуцентів нафти. 2011

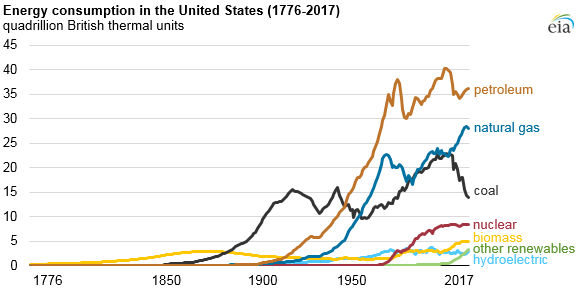
Споживання енергії в США, з розбивкою за джерелами, 1775—2010. Вертикальна вісь в квадрильйонах БТЕ.

США мають великі запаси нафти і газу. За доведеними запасами нафти країна займає 3-є місце на Американському континенті (після Венесуели та Мексики), за доведеними запасами газу — 1-е місце (1999).

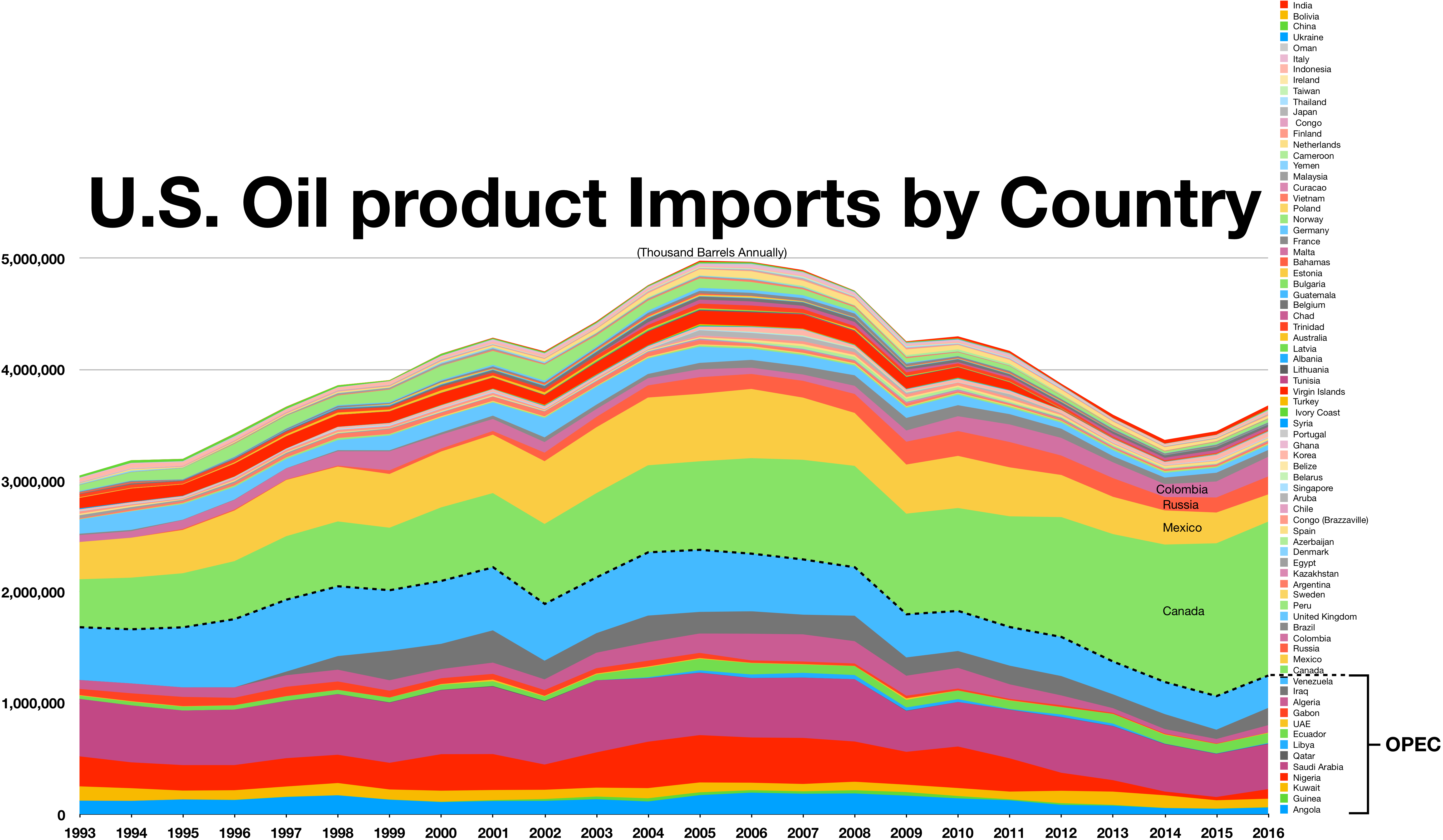
Імпорт нафтопродуктів США по країні

Нафтовидобування в США було основною галуззю з моменту, коли відкриття нафти в Oil Crike району Тітусвілль, штат Пенсільванія в 1859 році.

## З історії
Індіанці Північної Америки, зокрема плем'я сенека, здавна знали про таємничі місця виходу нафти на поверхню та визнавали ці місця сакральними. Вони облаштовували їх спеціальними колодязями і збирали з поверхні води нафту ковдрами, відтискаючи її в посудини. Виходи нафти на поверхню були знайдені індіанцями на землях сучасних округів Каттарогус і Аллегені на південному заході штату Нью-Йорк (до XVIII ст. входили до Колонії Пенсильванія). Це у своїх звітах зафіксував французький католицький місіонер Джозеф де Ла Рош д'Айлон у 1627 р. Ця подія була першим зареєстрованим відкриттям нафти на всьому північноамериканському континенті.
Історія промислового видобутку нафти у США — це в основному історія «Standard Oil» — однієї з найбільших американських компаній XIX — початку XX ст., що спеціалізувалася на видобутку нафти, її транспортуванні, переробці та продажу. Порівняльний аналіз становлення нафтової індустрії в США і нафтової промисловості Карпат показує, що незважаючи на відсутність сталих традицій розробки і здавна відомих родовищ з кустарним колодязним видобутком (які слугували українським і румунським нафтовикам дороговказом для промислового нарощування видобутку), американські нафтові «старателі» та особливо нафтопереробна галузь забезпечили швидкий, випереджаючий напівфеодальну Австрійську імперію розвиток промисловості. Це було зумовлено не тільки перевагами геологічних умов (переважна більшість американських свердловин були фонтануючими) та швидким впровадженням технології буріння із застосуванням відповідної техніки (парові машини, помпи, обсадні труби), але й більш сприятливими суспільними умовами ведення бізнесу, торгівлі, зведеного до мінімуму бюрократичного свавілля тощо. США були морською державою, їх розвинений флот і світові торговельні зв'язки створили значну перевагу над континентальною Австрією в справі експорту й формування міжнародних ринків гасу. Належне слід віддати й ідеологам та творцям перших нафтових компаній США — Дж. Бісселу («The Pennsylvania Rock Oil Company») та особливо Дж. Рокфеллеру («Стандарт ойл»), масштабність мислення й організації справи в яких були значно більшого «калібру», ніж у їхніх колег з Центрально-Східної Європи. Ці переваги виявилися особливо переконливими в XX ст. і обумовили успіх розвитку нафтової промисловості в США.

## Запаси, ресурси, родовища вуглевонів
Нафтогазоносність в США пов'язана з 38 нафтогазоносними і 14 можливо нафтогазоносними басейнами. Ці басейни приурочені до западин і прилеглих до них піднять різного генезису в межах докембрійської і епігерцинської платформ, до серединних масивів і міжгірських западин всередині гірських складчастих споруд Кордильєр та епіплатформного орогена Скелястих гір (Джалмат-Юмонт, Нафтогазоносні басейни Скелястих гір), а також до передових і крайових прогинів в зонах зчленування цих платформ з гірськими спорудами Кордильєр і Аппалач та до областей прогину на стику периферійних структур Північно-Американського континенту і Тихого, Атлантичного і Північного Льодовитого океанів. Близько 75 % всіх відкритих родовищ розташовано в межах трьох найбільших басейнів країни — Мексиканської затоки нафтогазоносного басейну (зокрема родовище Монро), Пермського нафтогазоносного басейну (зокрема, родовище Воссон) і Західного внутрішнього нафтогазоносного басейну. Відкрито (на 1990-ті рр.) понад 22500 нафтових і газонафтових та близько 14000 газових, газоконденсатних і нафтогазових родовищ, з яких 5 унікальні з початковими пром. запасами понад 300 млн т нафти (Прадхо-Бей, Іст-Тексас, Уїлмінгтон, Мідвей-Сансет) або понад 500 млрд м³ газу (Панхандл-Хьюготон і Прадхо-Бей), бл. 200 великих (нафтових із запасами 30-300 млн т і газових із запасами 30-500 млрд м³), бл. 400 середніх (нафтових і газових із запасами 10-30 млн т нафти або 10-30 млрд м³ газу). Переважне число відкритих родовищ є невеликими по запасах. У 60 найбільших нафтових і в 35 газових родовищах, запаси кожного з яких понад 50 млн т нафти або 50 млрд м³ газу, зосереджено відповідно 36 і 30 % початкових розвіданих запасів нафти або газу країни. На акваторіях Атлантичного, Тихого і Північного Льодовитого океанів відкрито близько 600 нафтових і газових родовищ, переважна частина яких — в Мексиканській затоці (зокрема родовище Монро). Близько 43 % запасів нафти країни і 39 % запасів газу пов'язані з палеозойськими відкладами, 20 % запасів нафти і 16 % запасів газу з мезозойськими, 37 % запасів нафти і 45 % запасів газу з кайнозойськими. Бл. 60 % початкових доведених запасів нафти і 45 % запасів газу зосереджені на глиб. до 3 км. Перспективними районами для відкриття нових родовищ нафти і газу в США передусім є акваторії м. Бофорта, Чукотського і Берингова морів біля берегів Аляски, підводні продовження нафтогазоносних басейнів Каліфорнії, глибоководні ділянки в Мексиканській затоці, райони трогів Балтімор-Каньйон і Джорджес-Банк в Атлантичному океані біля берегів східних штатів країни, а на суші — пояси насувів в областях зчленування Кордильєр і Аппалач з Північно-Американською платформою і прибережними територіями Північної Аляски.
За доведеними запасами нафти і газоконденсату найбагатші штати Техас (26 % запасів країни), Аляска (24 %), Каліфорнія (15.6 %). У шельфових родовищах зосереджено 14 % національних запасів нафти, понад 4/5 цих запасів приурочено до акваторій Мексиканської затоки. Максимальні потужності осадового чохла перевищують тут 15 км, в тому числі кайнозойського — 12 км. Локальні структури різноманітні — від діапірових куполів до тектонічно порушених ізоклінальних складок; їх амплітуди коливаються від десятків метрів до декількох кілометрів. Під потужними соляними куполами виявлено понад 1200 родовищ нафти. Усього в НГБ станом на 2000 р. відкрито понад 6800 нафтових родовищ на суші і понад 930 — у водах Мексиканської затоки. У Пермському НГБ Західного Техаса з потужністю осадового чохла до 8 км продуктивні нижньокрейдові пісковики, верхньопермські пісковики і доломіт, палеозойські пісковики, вапняки і доломіт, докембрійська кора вивітрювання. Усього в НГБ відкрито понад 6 тисяч нафтових родовищ з початковими запасами близько 6 млрд т. На Західному узбережжі США нафтоносні вузькі, довгасті в субмеридіональному напрямку міжгірські і передгірські басейни: Сонома-Орінда-Лівермор, Грейт-Валлі, Салінас-Куяма, Санта-Марія, Вентура-Санта-Барбара, Лос-Анджелес.
Прогнозні ресурси природного газу оцінені Комітетом по газових ресурсах (US Potential Gas Committee) на 1.01.1999 р. в 25.36 трлн м³ (на 1.01.1997 м. — 26.06 трлн м³). Крім того, прогнозні ресурси газу вугільних родовищ складають, за оцінкою, 4 трлн м³. Ресурси природного газу знаходяться в основних газоносних регіонах: Мексиканської затоки — 7513.6 трлн м³; Аляска — 5484.5 трлн м³; басейни Скелястих гір — 4245 трлн м³; Західний Внутрішній НГБ (Мідконтінент) — 3455.4 трлн м³; Приатлантичний регіон — 2940.4 трлн м³; Тихоокеанський регіон — 1052.8 трлн м³.
Існує тенденція збільшення запасів природного газу у США. За даними Адміністрації енергетичної інформації (EIA), тільки в 2001 р. запаси газу (сухий газ) зросли на 644 млрд куб.м. Запаси відкритих родовищ становили 101.26 млрд куб.м, приріст за рахунок уточнення запасів відомих родовищ — 463.55 млрд куб.м, запаси нових покладів на старих родовищах — 79.24 млрд куб.м. Приріст запасів перевищив видобуток на 31 % [Petroleum Economist. 2002. V.69, № 11].
За оцінками British Petroleum на 2003 р у США запаси нафти становлять 30 млрд бар., частка у світі — 3 %, за рівнем споживання майбутній продуктивний період — 11 р. Запаси газу (трлн куб.м), частка у світі і роки видобутку, що залишилися для США відповідно: 5 (3 %), 7 років.
У 2016 р. Геологічна служба США (USGS) опублікувала дані про щойно виявлене в Техасі велике родовище нафти і газу сланцевої формації Wolfcamp.
Технічні запаси нафти на Wolfcamp становлять 20 мільярдів барелів, природного газу — 16 трильйонів кубометрів, газового конденсату — 1,6 мільярда барелів, говориться в повідомленні USGS. Ці ресурси в три рази більше виявлених службою в 2013 році запасів на родовищі Bakken-Three Forks.
Бітумінозні сланці. У США поширені бітумінозні (горючі) сланці, які приурочені г.ч. до девонських відкладів Аппалачського бас. і палеоген-неогенових відкладів регіону Скелястих гір. Найбільше значення мають еоценові відклади світи Ґрін-Рівер (Скелясті гори). Пласти потужністю понад 5 м займають тут площу 20 тис. км², вихід нафти понад 5,7 %. «Сланцева» нафта має густину 930—950 кг/м³, велику в'язкість і відрізняється від нафти звичайних родовищ значним вмістом азотистих речовин і насичених сполук. Запаси нафти в сланцях Скелястих гір оцінюються в 20 млрд т, газу — в 17 трлн м³.

## Нафто-газовий сектор економіки
Видобуток нафти у США в 2000 р. становив 277,2 млн т, 2002 р. — 330 млн т. Потреби в нафті — 1 млрд т. Імпорт нафти в США зростає і на 2003 р. становить 10 млн бар/день. У 2015 році американська продукція нафти становила 9,48 мільйона барелів на день, найвищий річний показник з 1972 року, збільшення виробництва складає 90 % з 2008 року — 5,00 мільйонів барелів на день.
Основна частина нафти добувається в штатах Техас, Аляска, Луїзіана, Каліфорнія. Фонд нафтодобувних свердловин на кінець XX ст. становив близько 620 тис., в тому числі близько 7 тис. морських. Фонтанна експлуатація велася рідко (близько 5,3 % свердловин), в інших застосовувався насосний спосіб. Найглибша свердловина в історії нафтодобувної промисловості США (9583 м) була пробурена в 1974 фірмою «Lone Star Producing» в штаті Оклахома.
У 1985 глибока свердловина (7978 м) пробурена фірмою «Chevron» в штаті Техас. Нафта, що добувається на сході країни і в районах Сер. Заходу, низькосірчиста і високопарафіниста, в районі Мексиканської затоки — з нафтеновою основою, в південно-західних районах — високосірчиста з нафтеновою основою, в районі Західного узбережжя — асфальтової основи. Нафта на сході Техасу високоякісна: густина близько 830 кг/м³, вміст сірки 0,2 %. Біля половини загального обсягу транспортування нафти і нафтопродуктів здійснюється нафто- і продуктопроводами, інша частина — г.ч. автомобільним і водним транспортом. У 42 штатах США є близько 460 нафтопереробних з-дів загальною річною потужністю близько 900 млн т, з яких у 1990-х роках працювало тільки близько 50 %. На початку XXI ст. (2003) рівень завантаження нафтопереробних заводів високий — до 95 %. Основна продукція заводів — авіаційний і автомобільний бензин, дизельне паливо і мазут.
Експорт нафти зі США заборонений законом. Перспективні нафтодобувні райони — північний схил Аляски і континентальний шельф в штаті Каліфорнія, де 1/2 запасів припадає на нафтогазове родовище Пойнт-Аргуелло, відкрите в 1981 фірмою «Chevron». З 2002 р. США починає розвідку на нафту і газ в межах Арктичного національного резервату дикої природи (Arctic National Wildlife Refuge, ANWR), територій на схід від родовища Прадхо-Бей (г.ч. прибережних рівнин).
Газова промисловість США почала формуватися в 1860-70-х рр. (перший етап). Відкриття в 1918-22 найбільшого родовища Панхандл-Хьюготон було початком другого етапу її розвитку. У 2014 році ринок природного газу становив 74,7 млрд куб. футів, що на 44 % більше, ніж у 2005 році — 51,9 млрд куб. футів на день. За цей же період виробництво природних газових рідин зросло на 70 % з 1,74 млн барелів на день у 2005 році до 2,96 млн барелів на день в 2014 році. У квітні 2015 року природний газ видобуто 79,4 мільярда куб. футів на день.
Третій етап, що почався після 2-ї світової війни, характерний інтенсивним освоєнням нових районів — затока Кука (див. Нафтогазоносний басейн Затоки Кука), Мексиканська затока, та великих глибин, що перевищують 5 км, будівництвом трансконтинентальних газопроводів, створенням і використання підземних газосховищ, перетворенням газової промисловості в одну з провідних галузей. Тривалий час по видобутку газу США займали абсолютне 1-е місце у світі, а з 1983 тільки 1-е місце серед промислово розвинених країн. У країні є понад 5 тис. газодоб. компаній. Газ добувають в 34 штатах країни, однак на частку 6 основних газодоб. штатів — Луїзіани, Техасу, Оклахоми, Нью-Мексико, Канзасу і Каліфорнії припадає близько 90-95 % видобутку, в на частку Луїзіани і Техасу близько 70-75 %. Наприкінці XX ст. фонд газодоб. свердловин становив понад 255 тис. і близько 4 тис. свердловин на акваторіях. У США є понад 420 підземних газосховищ загальною місткістю >215 млрд м³, діє близько 900 заводів сумарною потужністю по переробці і очищенню газу понад 700 млрд м³, які розміщені в 20 штатах (в основному в Техасі, Оклахомі і Луїзіані). Газопроводи з'єднують всі газові родовища країни з усіма штатами (крім шт. Мен).
Дальність транспортування газу досягає 3,5 тис. км. Газосховища створені в соляних пластах, покинених шахтах, виснажених газових родовищах, в старих тунелях в 32 штатах країни. Газопровідна мережа країни контролюється близько 170 приватними компаніями. Крім традиційних джерел газопостачання країни видобувають газ з малопроникних пластів, «синтетичний газ» з бітуминозних пісковиків і сланців, газ за рахунок газифікації вугільних пластів, з високомінералізованих вод, що знаходяться під високим тиском. Перспективною є глибоководна розвідка на газ (і нафту) в Мексиканській затоці, на шельфі Каліфорнійського узбережжя, а також на Алясці.
Четвертий (сучасний) етап розвитку нафтогазової промисловості США характеризується активізацією ГРР і видобутку вуглеводній на шельфі зі збільшенням освоюваних глибин. Мексиканська затока є найперспективнішим на великі родовища вуглеводнів регіоном США. Сумарні вірогідні запаси 127 нових родовищ, відкритих за 1990—2000 рр. на глибинах 800—1600 м, складають не менше за 3 млрд т н. е., а прогнозні ресурси глибоководної частини Мексиканської затоки по відомих родовищах — 1.5 млрд т. В 2000 р. тут працювало понад 3600 бурових установок, в тому числі 2304 великих. Біля половини бурових працює в акваторії з глибиною понад 26 м, а 545 — на глибинах понад 55 м. Число глибоководних бурових одиниць — 156. Щорічно у водах затоки бурять 91-94 нових свердловини. З 35 «ультраглибоководних» свердловин (при глибині моря понад 1600 м), що бурилися в середині 2001 р. на всіх акваторіях Світового океану, 14 знаходилося в Мексиканській затоці. У травні 2001 р. у водах затоки був встановлений рекорд морської проходки: судно «Discoverer Spirit» компанії Transocean Sedco пробурило для компанії Unocal розвідувальну свердловину в районі, де глибина моря становила 2955 м. Інший рекорд буріння був встановлений ранньою весною 2001 р.: платформа «Transocean Marianas 1», що працювала для корпорації Chevron в районі з глибиною моря 1464 м, закінчила проходку свердловини Посейдон кінцевою глибиною 9074 м від дна затоки.
У 2003 р. BHP Petroleum (Americas) Inc. повідомило, що в Мексиканській затоці на раніше не розвіданій північній частині структури Атлантіс виявлені нафтогазопродуктивні шари. Свердловиною Atlantis-6 розкрита нафтоносна зона сумарною потужністю 82 м (ефективна потужність 62 м) і газоносна зона — 49 м (27 м). Передбачається, що перша нафта тут буде видобута в III кварталі 2006. Родовище Атлантіс буде розроблятися за допомогою заякореної напівзануреної добувної платформи сумарною проектною потужністю 150 тис. бар./добу нафти і 5.1 млн куб.м/добу газу. При проектуванні платформи передбачене подальше розширення її потужності [Oil and Gas Journal. 2003. V.101].
Інформаційне енергетичне агентство США (Energy Information Administration — EIA), передбачає збільшення споживання всіх видів енергії у США до 2020 р. на 32 %. При цьому власний видобуток нафти за 20 років впаде з 5.8 млн бар./добу (290 млн т/рік) в 2000 р. до 5.5 млн бар./рік (275 млн т) у разі високих темпів економічного розвитку і до 4.6 млн бар./рік (230 млн т) — якщо темпи розвитку будуть низькими.
США має потужну мережу трубопроводів, по яких транспортуються сира нафта, нафтопродукти і природний газ. Вона почала споруджуватися ще на початку 20 ст. У середині 1980-х років трубопроводи забезпечували до 25 % вантажопотоків, однак до середини 1990-х років цей показник знизився до 18 %.
У 2014 році нафта та природний газ були двома найбільшими джерелами енергії в США, разом забезпечивши 63 % спожитої енергії (нафта 35 % і газ 28 %).
За даними Американського інституту нафтової промисловості, нафтогазова промисловість підтримує дев'ять мільйонів робочих місць США і складає 7 відсотків валового внутрішнього продукту країни.

## Сучасність і перспективи
Нафтовидобуток в Сполучених Штатах Америки в
2018 р. досягне рекордного
рівня. Відповідний
прогноз оприлюднили в
управлінні енергетичної
інформації (EIA) США, повідомляє Angi. В Управлінні очікують, що
середній показник нафтовидобутку в США в наступному році
досягне 9,9 млн барелів на день. Це повинно стати рекордним середньорічним рівнем за
всю історію США